# Flatoptera albicosta
Flatoptera albicosta är en insektsart som först beskrevs av Gutrin-mtneville 1844.  Flatoptera albicosta ingår i släktet Flatoptera och familjen Flatidae. Inga underarter finns listade i Catalogue of Life.